# Патрік Ляйтнер
Патрік Ляйтнер (нім. Patric Leitner; нар. 23 лютого 1977, м.  Берхтесґаден, Німеччина) — німецький саночник, який виступає в санному спорті на професійному рівні з 1995 року. Титулований ветеран команди, дебютуваа в національній команді, як учасник зимових Олімпійських ігор в 2002 році, здобувши одразу ж золоті нагороди, в 2006 році посів 6 місце, а в 2010 році в Ванкувері посів, «бронзове», 3 місце в парному розряді. Входить до числа 10 найкращих саночників світу, а в парному розряді виступає разом з саночником Олександром Решем з 1998 року вигравали загальний Кубка світу в санному спорті в парному чоловічому розряді 6 разів (1999-2000, 2001-2, 2003-4, 2005-6, 2006-7 , 2007-8).